# 德累斯顿王宫

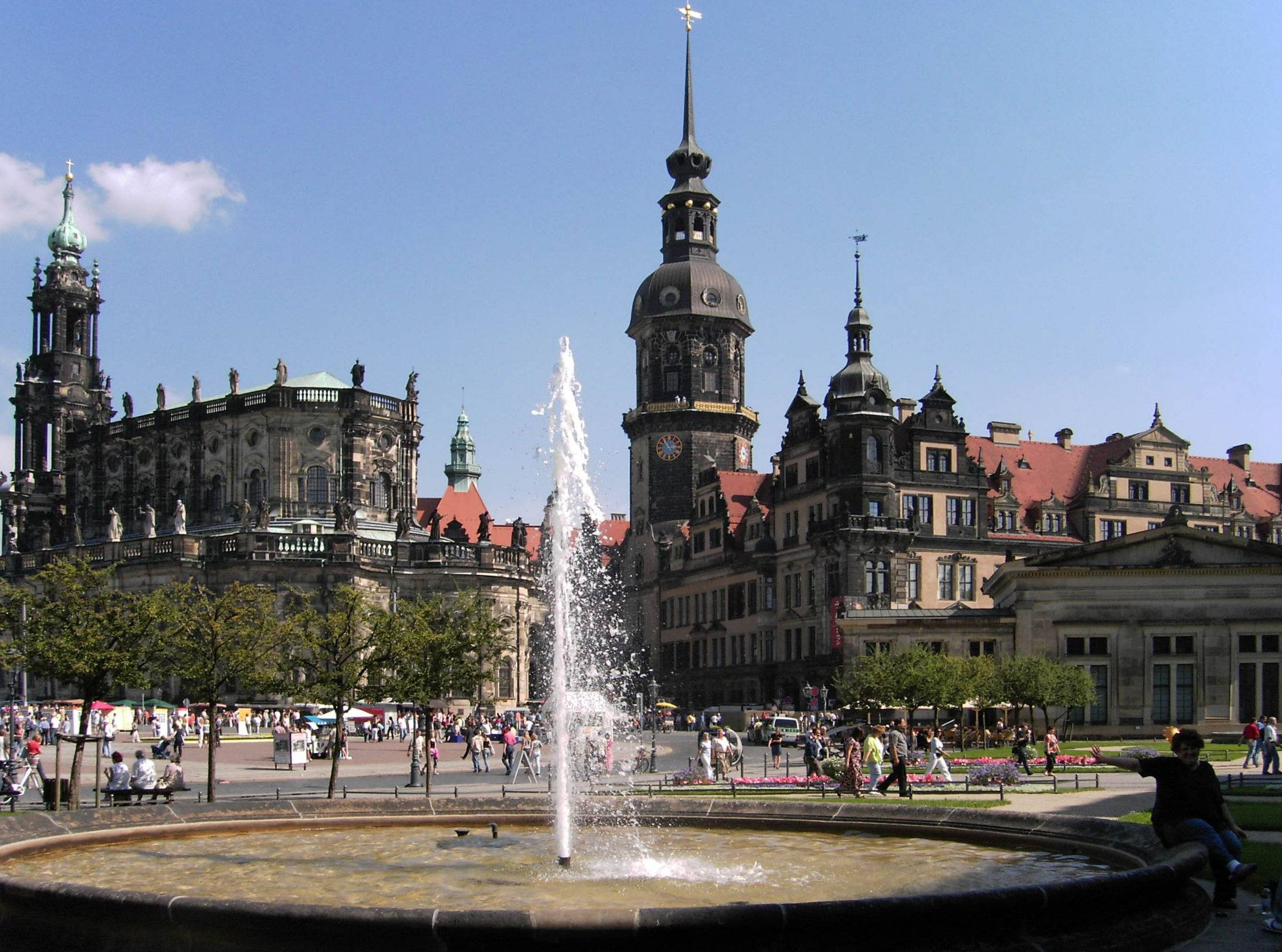
从剧院广场看德累斯顿王宫，左侧是宫廷教堂

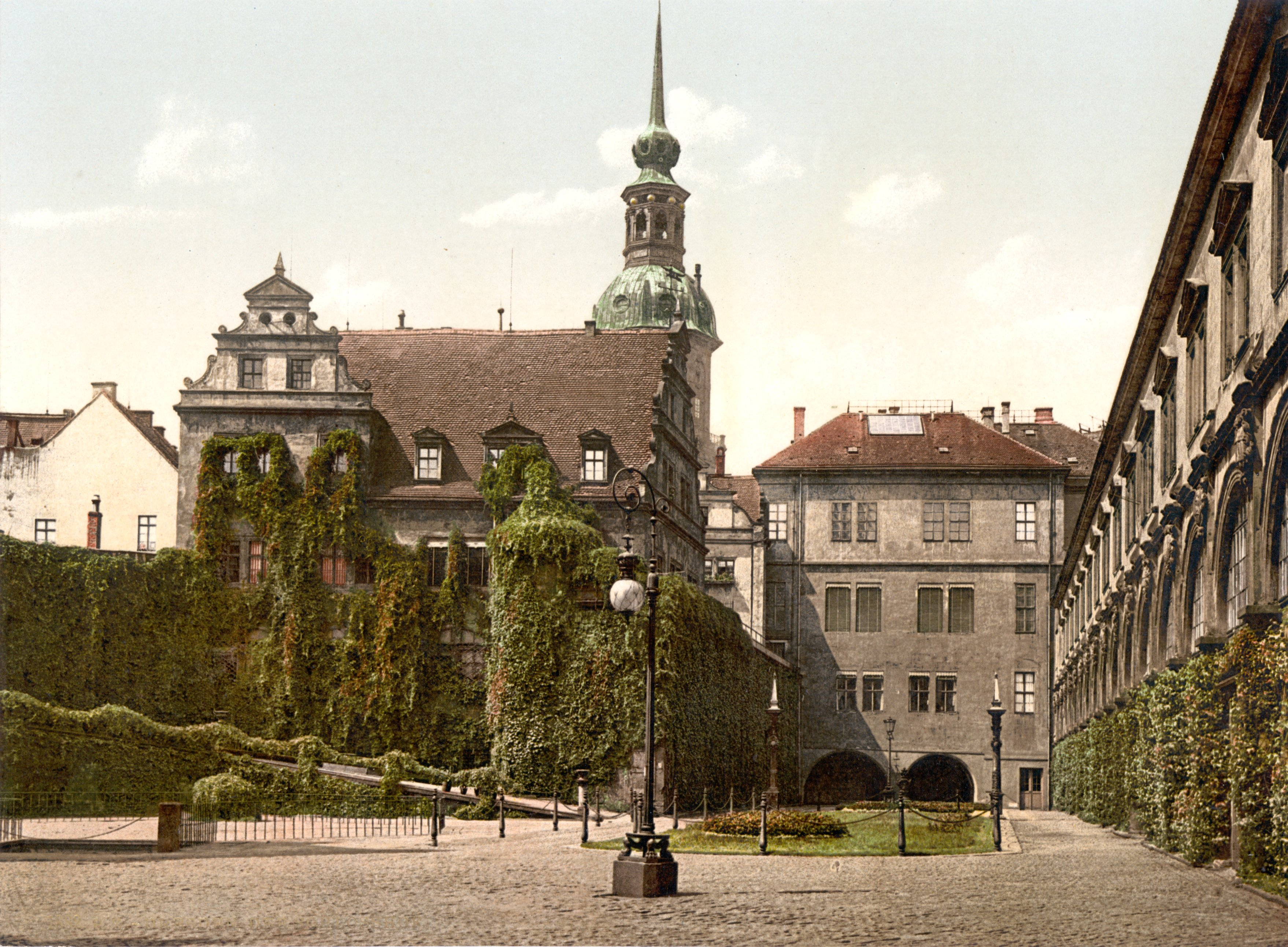
1900年的德累斯顿王宫

德累斯顿王宫（德語：Dresdner Residenzschloss）是德國薩克森自由邦首府德累斯顿的一座古老的宮殿建筑之一，是萨克森选帝侯（1547–1806）和萨克森国王（1806–1918）的宫殿。在其中能从罗曼式到巴洛克式的多种建筑风格。

## 历史
最初的德累斯顿王宫是罗曼式建筑，兴建于1200年前后。1471年至1474年间，阿诺德·冯·威斯特法伦加以扩建。16世纪中叶加入了文艺复兴风格，1701年大火之后， 奥古斯特二世将大部分王宫重建为巴洛克风格。此外，这一时期在西翼分两个阶段设立了收藏室。在第一阶段（1723至1726年），建成了银器室，纹章室，在第二阶段（1727年至1729年），建成了Kaminzimmer（壁炉）, 珠宝室，象牙室和铜器室。
20世纪初，进行了一次新文艺复兴风格的重建，此后安装了多种现代化设施，例如在1914年安装了地板采暖和电灯。 

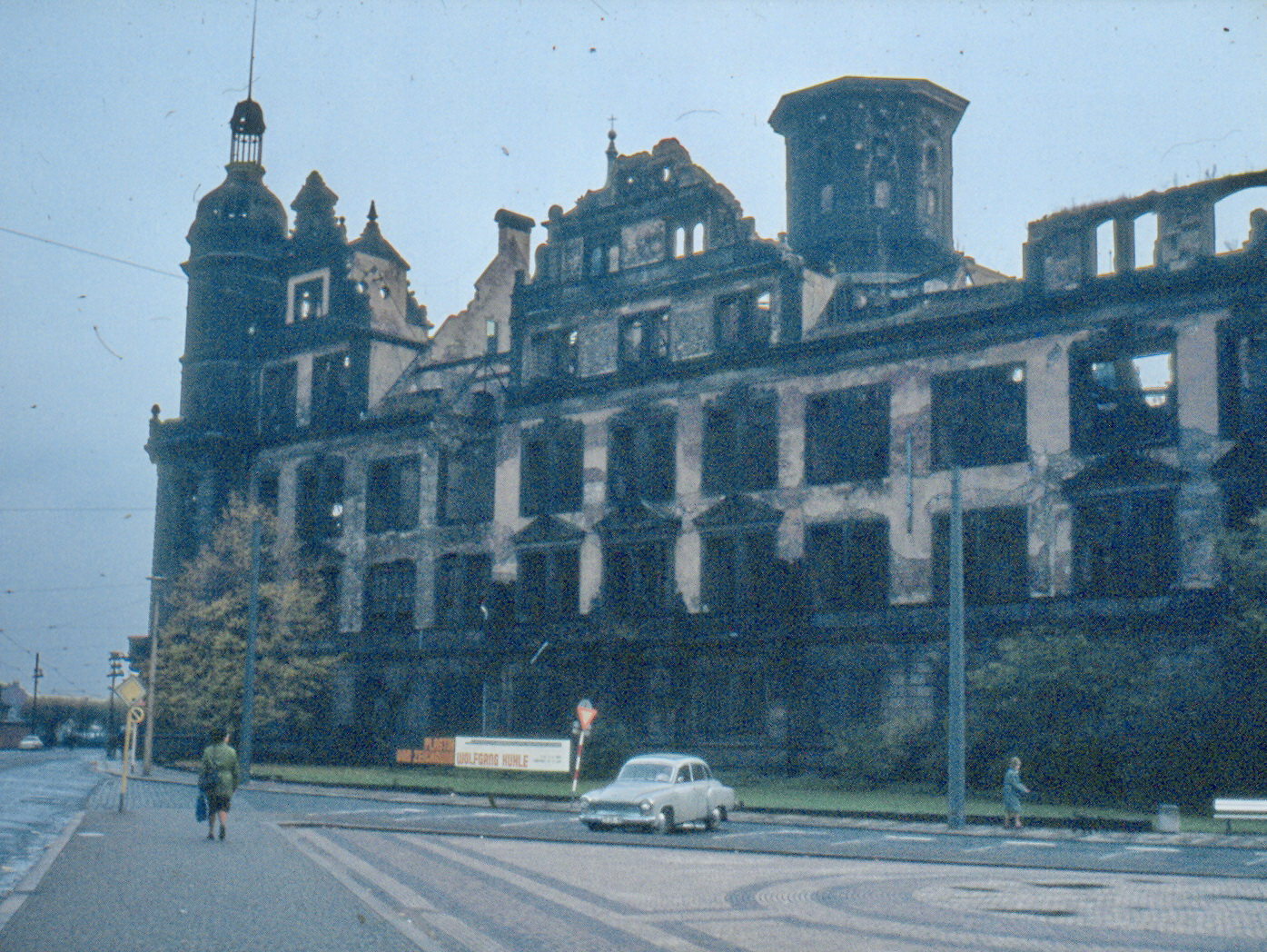
1980年大修之前的德累斯顿王宫

在1945年2月13日和14日的德累斯顿轰炸中，王宫的大部分变成了没有屋顶的外壳。纹章室，珠宝室，银器室，铜器室全部被毁。幸运的是，收藏品在战争初期被送到郊外的国王城堡（Festung Königstein），因而得以幸存了下来。在第二次世界大战结束后的最初15年间，这座建筑没有得到修复，只是在1946年安装了临时屋顶。在1960年代，安装了新的窗户。後來在1980年代开始了规模惊人的重建工作。著名的绿穹珍宝馆（Grünes Gewölbe）于2005年重新开放，其中有萨克森君主无价的宝藏。至今王宫的重建尚未完成。

## 博物馆
德累斯顿王宫内有五个博物馆，分别为新绿穹珍宝馆、旧绿穹珍宝馆、钱币收藏馆、军械—土耳其馆和铜版画收藏馆，皆属於德勒斯登国家艺术收藏馆下的分馆。展馆分布下：
- 三楼：铜版画收藏馆（不定期特展）
- 二楼：军械—土耳其馆、钱币收藏馆
- 一楼：新绿穹珍宝馆、文艺复兴翼廊
- 地面层：售票处、旧绿穹珍宝馆